# Processo al cumene
Il processo al cumene, noto anche come processo Hock, è un processo utilizzato dall'industria chimica per la sintesi del fenolo e dell'acetone. Descritto dai chimici tedeschi Heinrich Hock e Shon Lang nel 1944, si ritiene che anche i sovietici Rudolfs Udris e P. Sergeyev abbiano nel 1942 scoperto in modo indipendente le reazioni implicate.
Il cumene (o isopropilbenzene) rappresenta il prodotto intermedio, ottenuto facendo reagire il benzene con il propilene, la cui ossidazione a idroperossido porta al successivo ottenimento dei prodotti finali fenolo e acetone. Nel 2008, oltre il 97% del fenolo sintetizzato a livello mondiale è stato ricavato tramite questo processo.
Parallelamente al classico processo Hock, nel corso degli anni ne sono state brevettate diverse varianti.

## Descrizione

### Ossidazione del cumene
La prima fase del processo, che porta alla formazione del cumene, è un'alchilazione di Friedel-Crafts condotta a elevata temperatura e pressione, in presenza di acido fosforico (H3PO4) quale catalizzatore:
In alternativa all'acido fosforico, a partire dal 1996 anche la zeolite viene impiegata come catalizzatore nella sintesi del cumene.
Il cumene ottenuto viene quindi sottoposto ad ossidazione con aria, alla temperatura di circa 100 °C e in ambiente alcalino, realizzando una reazione radicalica a catena con formazione dell'idroperossido di cumene. Inizialmente si ha l'autossidazione del cumene con formazione di un radicale benzilico terziario:
In seguito, questo radicale reagisce con l'ossigeno presente nell'aria formando un radicale perossido (R-O-O·), il quale infine estrae un atomo di idrogeno da una molecola di cumene producendo l'idroperossido di cumene e il radicale benzilico terziario iniziale in grado di far propagare la catena:
L'ossidazione del cumene, che richiede lunghi periodi di induzione, viene realizzata usando reattori continui in serie.

### Idrolisi dell'idroperossido di cumene
Nella fase finale del processo, l'idroperossido di cumene viene sottoposto a idrolisi in ambiente acido (comunemente si usa acido solforico) con una resa in fenolo e acetone maggiore del 99,5% a temperature inferiori ai 70 °C. A temperature maggiori si ottiene una maggior quantità dei sottoprodotti dimetilfeniletanolo (DMPM) e acetofenone.
Il meccanismo di reazione consiste dapprima nella protonazione del gruppo idroperossidico, con conseguente formazione di un carbocatione in seguito all'eliminazione di una molecola di acqua (H2O). Il carbocatione in questione è il risultato di un riarrangiamento con la formazione di un nuovo legame tra l'anello benzenico e l'ossigeno.
L'addizione nucleofila dell'acqua al carbocatione dà un nuovo ione ossonio, il quale trasferisce un atomo di idrogeno da un ossigeno all'altro, e successivamente si scinde dando fenolo e acetone cedendo un protone.
I prodotti ottenuti vengono separati tramite distillazione.